# Vlaamse Cultuurprijs voor Vertalingen
De Vlaamse Cultuurprijs voor Vertalingen is een van de Vlaamse Cultuurprijzen die door de Vlaamse overheid wordt toegekend. De prijs werd tussen 2005 en 2011 driejaarlijks toegekend. Sinds 2014 is er één overkoepelende Vlaamse Cultuurprijs voor de Letteren. De winnaar ontvangt een geldprijs van €10000 en een bronzen beeldje van de kunstenaar Philip Aguirre.

## Laureaten
- 2005: Marnix Vincent
- 2008: Ina Rilke
- 2011: Patrick Lateur